# .gq
.gq為赤道幾內亞國家及地區頂級域（ccTLD）的域名。
.gq亦是表情圖標域名。

## 二級城名
- .org.gq 用於組織
- .gov.gq 用於政府實體
- .edu.gq 用於教育機構
- .mil.gq 用於軍事實體
- .com.gq 用於商業廣告

## 外部連結
- IANA .gq whois information（页面存档备份，存于）